# ایگوانای دورگه
ایگوانای دورگه Hybrid iguana یک دورگه نسل اول است که حاصل تولیدمثل بین یک ایگوانای دریایی نر (Amblyrhynchus cristatus) و یک ایگوانای زمینی گالاپاگوس ماده (Conolophus subcristatus) در جزیره پلازای جنوبی در جزایر گالاپاگوس است، جایی که قلمروهای این دو گونه همپوشانی دارد.
ایگواناهای دورگه تیره با لکه‌های روشن یا نوارهای خالدار در نزدیکی سر و بدن نواری هستند. در مقابل، ایگواناهای دریایی رنگ مایل به سیاه پررنگ دارند، در حالی که ایگواناهای خشکی قرمز زردفام هستند. هیچ‌کدام نواری نیستند.